# 春庵横町
春庵横町（しゅんあんよこまち）は、愛知県名古屋市中区の地名。

## 歴史

### 沿革
- 1878年（明治11年） - 名古屋区東田町の一部により、同区春庵横町が成立[3]。
- 1889年（明治22年）10月1日 - 名古屋市成立により、同市春庵横町となる[3]。
- 1907年（明治40年） - 一部が新栄町に編入される[2]。
- 1908年（明治41年）4月1日 - 中区編入により、同区春庵横町となる[3]。
- 1911年（明治44年）11月1日 - 全域が中区老松町に編入され消滅[3]。